# گروجیسکو دولنه
گروجیسکو دولنه (به لهستانی:  Grodzisko Dolne) یک روستا در لهستان است که در گمینا گروجیسکو دولنه واقع شده‌است.